# Hoimar von Ditfurth
Hoimar Gerhard Friedrich Ernst von Ditfurth (Berlim-Charlottenburg, 15 de outubro de 1921 — Friburgo em Brisgóvia, 1 de novembro de 1989) foi um médico e divulgador científico alemão. Pai de Christian V. Ditfurth, escritor, e Jutta Ditfurth, escritora e jornalista. Ganhou muitos prêmios durante a vida, incluindo o "Adolf Gimme Awards" em 1978, o Prêmio Bambi, em 1972 e o Prêmio Kalinga, em 1978.
Tornou-se conhecido principalmente como moderador de TV e como escritor de livros de popularização científica. Em seus livros, buscou ultrapassar a fronteira entre as ciências biológicas e humanas. Evolucionista, dedicava-se a atacar posições como o criacionismo e o antropocentrismo, além daquilo que entendia como pseudociência.

## Obras
Livros mais conhecidos em alemão (sem tradução em português)
- "Die endogene Depression", 1960 ("A Depressão Endógena");
- "Kinder des Weltalls", 1970 ("Crianças do Universo");
- "Im Anfang war der Wasserstoff", 1972 ("No Princípio havia o Hidrogênio");
- "Zusammenhänge", 1974 ("Conexões");
- "Dimensionen des Lebens", 1974 (junto com Volker Arzt) ("Dimensões da Vida");
- "Der Geist fiel nicht vom Himmel", 1976 ("O Espírito não Caiu do Céu");
- "Die Großen - Leben und Leistung der sechshundert bedeutendsten Persönlichkeiten unserer Welt", herausgegeben von Kurt Fassmann unter Mitwirkung von Max Bill, Hoimar von Ditfurth u.a., Kindler Verlag, Zürich 1977; ("Os Grandes- vida e Feitos das Seiscentas mais importantes Personalidades de Nosso Mundo");
- "Querschnitt – Dimensionen des Lebens II", 1978 (junto com Volker Arzt) ("Dimensões da Vida II");
- "Wir sind nicht nur von dieser Welt", 1981 ("Não Somos Apenas deste Mundo");
- "So laßt uns denn ein Apfelbäumchen pflanzen", 1985 ("Plantemos então as macieirazinhas");
- "Unbegreifliche Realität", 1987 ("Realidade Inconcebível");
- "Innenansichten eines Artgenossen", 1989;
- "Das Gespräch", 1992 (Interviewer: Dieter Zilligen), ("A Conversa");
- "Das Erbe des Neandertalers", 1992 (póstumo) ("A Herança do Neandertal");
- "Die Sterne leuchten, auch wenn wir sie nicht sehen", 1994 (póstumo) ("As Estrelas Brilham, Mesmo Quando não as Vemos");
- "Die Wirklichkeit des Homo sapiens", 1995 (póstumo) ("A Realidade do Homem")